# Układ słuchowy

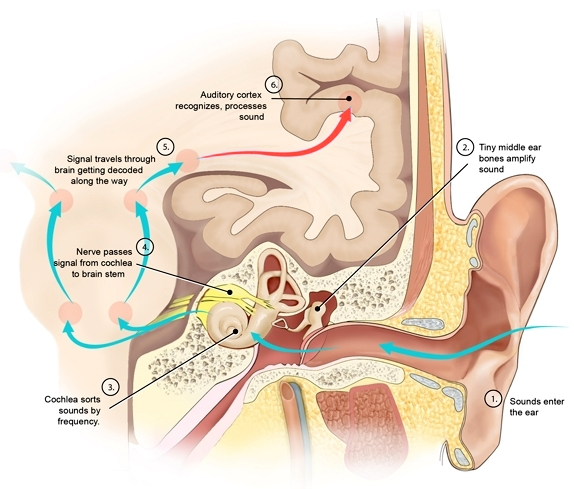
Schemat układu słuchowego człowieka

Układ słuchowy, zmysł słuchu – zespół wszystkich narządów biorących udział w procesie słyszenia (ucho, droga słuchowa, pola słuchowe kory mózgowej).

## Budowa układu słuchowego
Droga dźwięku rozpoczyna się w peryferyjnym układzie słuchowym. Przetwarza on dźwięki z fal akustycznych na impulsy. U ludzi jest to ucho zewnętrzne, środkowe i wewnętrzne.
Po wyjściu z ucha wewnętrznego impulsy elektryczne przechodzą do struktur neuralnych. Impulsy przechodzą przez różne obszary drogi słuchowej do kory słuchowej.